# Oblastní rada Gilboa
Oblastní rada Gilboa (hebrejsky מועצה אזורית הגלבוע - "Mo'aca azorit ha-Gilboa", anglicky Gilboa Regional Council) je administrativní a samosprávná část izraelského distriktu Sever, která zahrnuje vesnická sídla v Galileji, v prostoru na pomezí Jizre'elského údolí a Bejt Še'anského údolí, mezi městy Afula a Bejt Še'an. Na jižní straně lemuje okraj hranice oblastní rady horský masiv Gilboa.
Oblastní rada Gilboa sdružuje 32 izraelských vesnic, které fungují buď jako kolektivně hospodařící komunity typu kibuc či mošav, jako individuální společné osady, nebo jde o arabská vesnická sídla. Sídlo úřadů oblastní rady leží jižně od dálnice číslo 71, poblíž vjezdu do kibuců Ejn Charod Me'uchad a Tel Josef.

## Dějiny

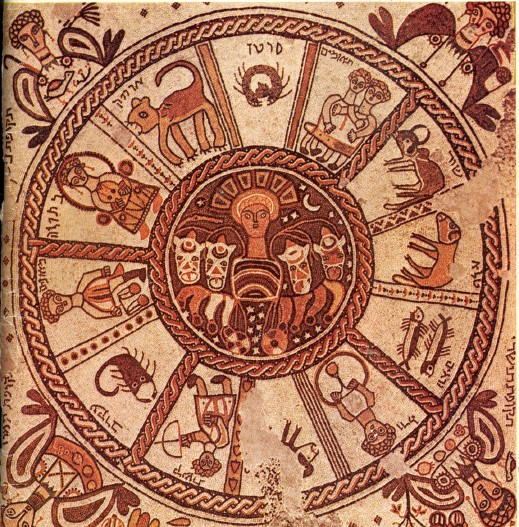
Detail mozaiky starověké synagogy v Bejt Alfa

Oblastní rada Gilboa byla ustavena roku 1949. Židovská osidlovací politika ale v tomto regionu začala již dříve. Již roku 1921 vznikla židovská osada v lokalitě poblíž pramene Ma'ajan Charod, zvaná Ejn Charod. Téhož roku pak přibyl i kibuc Tel Josef. Následovala vlna zakládání vesnic během 20., 30. a 40. let. Další vesnice vznikaly po vzniku státu Izrael, tedy po roce 1948.
Starostou oblastní rady je דני עטר - Danny Atar. Oblastní rada má velké pravomoci zejména v provozování škol, územním plánování a stavebním řízení nebo v ekologických otázkách.

## Seznam sídel v Oblastní radě Gilboa
| kibucy - Bejt Alfa - Bejt ha-Šita - Ejn Charod Ichud - Ejn Charod Me'uchad - Geva - Chefciba - Tel Josef - Jizre'el | mošavy - Adirim - Avital - Barak - Dvora - Gadiš - Kfar Jechezkel - Magen Ša'ul - Mejtav - Mle'a - Prazon - Ram On - Ramat Cvi | společné osady - Gan Ner - Gid'ona - Merkaz Chever - Merkaz Omen - Merkaz Ja'el - Moledet - Nir Jafe arabské vesnice - Mukejbla - Na'ura - Tajbe - Tamra - Sandala ostatní sídla - Nurit (ve výstavbě) |

## Demografie
K 31. prosinci 2013 žilo v Oblastní radě Gilboa 28 300 obyvatel. Z celkové populace bylo 16 800 Židů. Včetně statistické kategorie "ostatní" tedy nearabští obyvatelé židovského původu ale bez formální příslušnosti k židovskému náboženství jich bylo 17 500. Ostatní obyvatelé patří převážně do etnické skupiny izraelských Arabů.
Do roku 2020 si vedení oblastní rady vytyčilo za cíl zdvojnásobení počtu obyvatel v hranicích Oblastní rady Gilboa.
| Rok            | 1961  | 1972   | 1983   | 1995   | 2006   | 2008   | 2009   | 2010   | 2011   | 2012   | 2013   | 2014   |
| -------------- | ----- | ------ | ------ | ------ | ------ | ------ | ------ | ------ | ------ | ------ | ------ | ------ |
| Počet obyvatel | 9 600 | 12 900 | 14 900 | 18 900 | 24 100 | 24 600 | 24 600 | 24 900 | 26 700 | 27 400 | 27 900 | 28 300 |